# کارلو اسپوزیتو
کارلو اسپوزیتو (ایتالیایی: Carlo Sposito؛ ‏ ۱ مهٔ ۱۹۲۴ – ۹ سپتامبر ۱۹۸۴) بازیگر اهل ایتالیا بود.
از فیلم‌هایی که وی در آن نقش داشته‌است، می‌توان به من، من، من… و دیگران، دختردایی‌های من، عشق‌بازان، دانش‌آموز رفوزه به آقای مدیر چشمک زد، خانم پرستار در تیمارستان نظامی، تئودورا، ملکه زرخرید، تاجر ونیزی، پاریس همیشه پاریس است، همسر زیبای میلر، معلم مدرسه در خانه، آن دوران که به زن‌ها باکره می‌گفتند، دادرس ناحیه، خانم معلم به دبیرستان پسرانه می‌رود، دختر دبیرستانی در کلاس رفوزه‌ها، چگونه معلم‌تان را از راه بدر کنید و عشاق لاتین اشاره کرد.